# Corinna toussainti
Corinna toussainti är en spindelart som beskrevs av Bryant 1948. Corinna toussainti ingår i släktet Corinna och familjen flinkspindlar. Inga underarter finns listade i Catalogue of Life.